# Alternativa
Pour les articles homonymes, voir Alternativa (finance).
Alternativa est une collection de logiciels permettant de créer des environnements multi-usagers pour Internet. Cet ensemble de logiciels gagne en popularité depuis la sortie de son engin "3D" (nommé "Alternativa3D") sorti le 23 avril 2008.